# Ilandža
Ilandža (cyr. Иланџа) – wieś w Serbii, w Wojwodinie, w okręgu południowobanackim, w gminie Alibunar. W 2011 roku liczyła 1422 mieszkańców.